# تايم كرايسس 4
تايم كرايسس 4 (بالإنجليزية: Time Crisis 4)، هي لعبة إطلاق النار طورت ونشرت من طرف نامكو، وتعتبر الجزء الرابع من سلسلة تايم كرايسس، تم عرض اللعبة على صالة الأركيد عام 2006، ومن ثم أطلقت على منصة بلاي ستيشن 3 عام 2007.

## قصة كاملة
تبدأ اللعبة في كاليفورنيا في عام 2006، حيث يقوم مسؤولو المخابرات من القوات المسلحة للولايات المتحدة ومنظمة في إس إس إي (V.S.S.E). تتعرف المنظمة على سلاح سري للغاية يستهدف تهريب الإرهابيين ومؤامرتهم. يتسلل ويليام راش إلى أحد الرصيف لجمع المعلومات، ويعلم أن العدو حصل على أسلحة تشبه الحشرات، تسمى تيرور بايتس. أبلغت إليزابيث كونواي بحادث المطار، ورافق راش عملاء منظمة في إس إس إي، جورجيو برونو وإيفان برنارد. لقد هزموا ماركوس بلاك في المدينة. اكتشفوا علامات كلاب جيش الولايات المتحدة على كل جندي. تم بعد ذلك الكشف عن أن الفصيل الإرهابي هو وحدة العمليات الخاصة للأسلحة البيولوجية (المعروفة أيضًا باسم كتيبة هاملين). ثم يجمع راش المزيد من المعلومات حول كتيبة هاملين ويهزم فرانك ماذرز في سد قريب. يكتشف أن احتلال السد كان بمثابة تحويل للوحدة الرئيسية للقيام بخطوتها التالية في سرقة لدغات الإرهاب. يسافر "راش" و"جورجيو" و"إيفان" إلى منشأة أبحاث الأسلحة البيولوجية المنعزلة في "وايومنغ"، ولكن فات الأوان لمنع سرقة إمدادات "تيرور بايتس". بعد هزيمة جاك ماذرز، سرعان ما علموا أن كتيبة هاملين تهاجم قاعدة باكلي الجوية في أورورا، كولورادو، مما دفع الرجال إلى المغادرة إلى القاعدة. عند وصولهم، غادر عدد من المركبات الجوية القتالية بدون طيار القاعدة دون سابق إنذار. يقود راش الحرس الوطني في كولورادو نحو المدخل، بينما يحاول جورجيو وإيفان الاعتناء بالمركبات الجوية بدون طيار. كما أنهم يواجهون العدو القديم لوايلد دوغ في القاعدة، والذي، بالإضافة إلى مسدسه القياسي، سلاح رشاش وقذيفة الآر بي جي، أصبح الآن مسلحًا بخطاف تصارع وجهاز شعاع جرار. بعد معركة طويلة، هزمه جورجيو وإيفان، وانتهت بتفجير وايلد دوغ نفسه مرة أخرى. في هذه الأثناء، يهزم راش وايلد فانغ (الشريك الأصغر لوايلد دوغ من اللعبة السابقة)، ويرسله إلى مسار يو سي أي إف أثناء إقلاعها. تم الكشف عن أن مبتكر حشرات تيرور بايتس، العقيد جريجوري باروز، اختطف الطائرات بدون طيار المسلحة نوويًا لتدمير الولايات المتحدة انتقامًا من المعاملة السيئة التي تلقاها من الجيش. بعد هزيمة جورجيو وإيفان لباروز بالقرب من مركز التحكم، يشكل راش ووحدته هرمًا بشريًا لرفع جورجيو وإيفان إليه لإيقاف الصواريخ، حيث يضغط العملاء على زر أحمر كبير على أجهزة كمبيوتر التحكم لتدمير جميع الصواريخ النووية ذاتيًا. تم إطلاق الطائرات بدون طيار.